# 스웨덴-조선민주주의인민공화국 관계

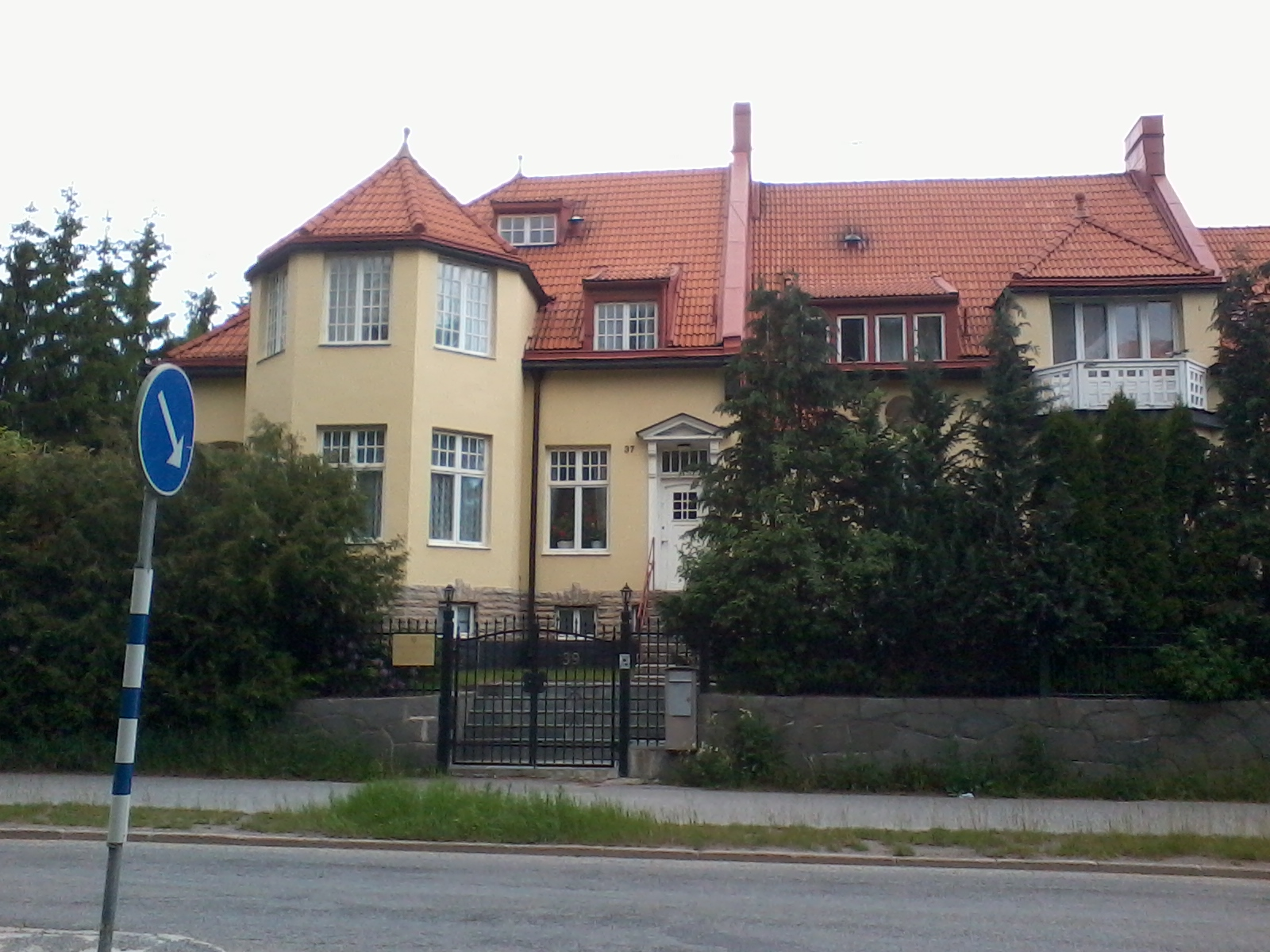
주스웨덴 조선민주주의인민공화국 대사관

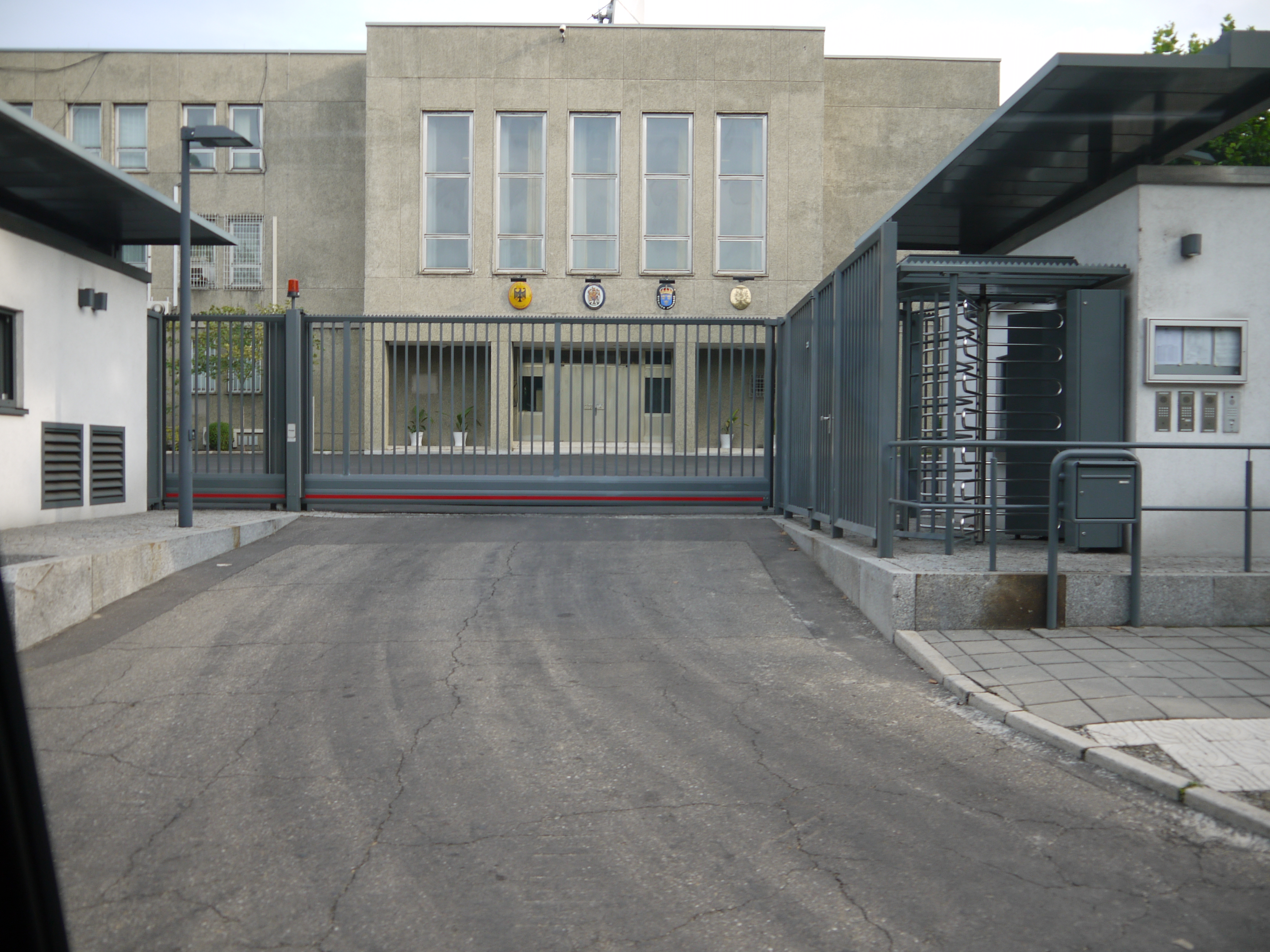
주조 스웨덴 대사관

스웨덴-조선민주주의인민공화국 관계 (문화어: 스웨리예-조선민주주의인민공화국 관계, 스웨덴어: Relationer mellan Nordkorea och Sverige)는 조선민주주의인민공화국(이하 북한)과 스웨덴 사이의 양자 관계이다. 양국은 1973년 4월 7일부터 외교 관계를 맺고 있다. 스웨덴은 북한에 대한 장기적인 약속을 가지고 있고 그 나라와의 관계는 서구 국가들 사이에서 예외적으로 밀접하다. 스웨덴은 북한에 대한 인도적 지원의 주요 기여국 중 하나이다.

## 역사
스웨덴은 스웨덴 적십자 야전병원을 제공하고 중립국 감독위원회에 참여함으로써 한국전쟁에 참전했다. 
스웨덴 적십자 야전병원은 1950년부터 1953년까지 한국전쟁으로 인한 인도주의적 상황에 대처하기 위해 한국에 파견된 스웨덴 대표부에 붙여진 이름이다. 1953년에 전쟁이 일시적으로 해결된 이후, 스웨덴은 중립국 감독위원회의 지위를 통해 휴전을 유지하는 데 크게 관여했다.
스웨덴의 좌파 정치인들은 스웨덴이 이미 1959년에 남한을 인정했다는 근거로 북한 인정 운동을 벌였다. 북한은 1970년 스톡홀름에 정보국을 설립하고 ABF-huset에서 북한을 소개하는 전시회를 열기도 했다. 스웨덴과 북한은 1973년 4월 7일 공식 외교 관계를 수립했다.
1970년대 북한 외교관들이 화폐를 얻기 위한 불법 활동의 일환으로 서유럽에서 담배와 술을 밀수한 사실이 발각되었다. 이 밀수 조직들 중에서, 가장 큰 조직은 스웨덴에 있었다.
스웨덴의 예란 페르손 총리는 2001년 당시 지도자였던 김정일과의 회담을 위해 유럽연합(EU) 대표단과 함께 역사상 최초의 서방 지도자로서 북한을 방문했다.
2018년 초, 북한의 외무성 부상은 스웨덴을 방문하여 마르고트 발스트룀 외무상 및 스테판 뢰벤 총리와 함께 2018년 북미 정상회담에 대해 논의했다. 그의 방문에 이어 2018년 3월 리용호 북한 외무상의 방북이 이어졌다.
코로나19로 인해 페쇄되었던 주스웨덴 북한대사관에 안트레아 뱅트손 대사가 지명되었으며, 빠른 시일 내 북한에 상주하겠다고 중국 외교부가 이를 발표하였다.

## 대사관
북한은 스웨덴에 대사관을 두고 있으며, 스웨덴은 북한에 대사관을 두고 있다.
- 주조 스웨덴 대사관
- 주스웨덴 조선민주주의인민공화국 대사관

스웨덴은 1975년 서방 국가로는 처음으로 평양에 대사관을 설립했고 26년 동안 유일하게 대사직을 유지하고 있는 국가이다. 평양에 대사관을 두고 있는 서방 국가는 거의 없으며, 스웨덴이 현재 북한에서 중요한 역할을 하고 있다는 사실이 입증되고 있다. 스웨덴은 대사관을 통해 스웨덴은 오스트레일리아, 캐나다, 이탈리아, 노르딕 국가 및 미국의 영사 이익을 대변하고 있다. 스웨덴은 종종 북한과 서방 국가 간의 협상에서 중개자 역할을 하는 경우가 많으며, 특히 북한과 미국의 관계 개선에 적극적이었다.

## 거래

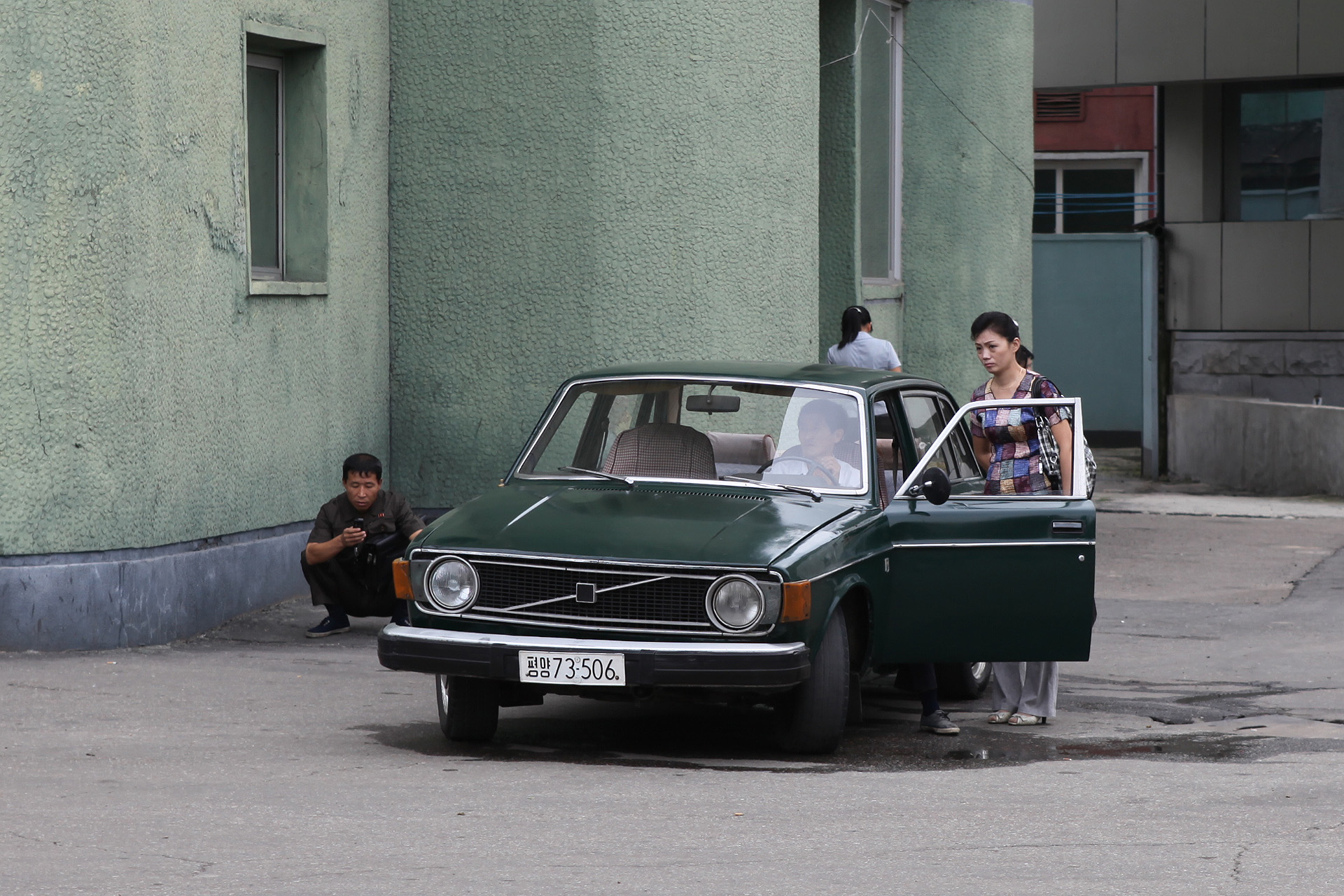
평양의 볼보 144

1970년대에 스웨덴은 북한을 수익성 있는 시장으로 여기기 시작했다. 볼보, ASEA, Kockums, 아트라스콥코, Alfa Laval 과 같은 스웨덴 회사는 제품을 북한에 수출하고 싶어하였고, 평양에서 산업 전시회를 열었다. 10년 동안 북한은 한 번도 값을 치르지 않은 약 1,000대의 볼보 자동차를 포함하여 다양한 품목들을 수입했으며 소련의 외교관들은 이를 "인류 역사상의 가장 심각한 자동차 절도"라고 부르기도 하였다. 이로 인해 볼보는 2010년대까지 평양에서 흔히 볼 수 있었다. 하지만 그 이후로 북한 내 볼보의 유지 관리가 점점 어려워졌다. 북한은 그 당시 수입으로 인해 스웨덴에 22억 스웨덴 크로나 (2억 3400만 유로)의 빚을 지고 있다. 모든 국가 중에서 스웨덴에 대한 북한의 북한의 부채가 가장 많고, 10억 크로나 이하의 빚을 지고 있는 이라크가 그 뒤를 잇고 있다.

## 시민 사회
스웨덴 국립은행 부총재를 지낸 Villy Bergström은 1971년 기자로 북한을 방문해 빌더프론 노르드코리아(Billderfrón Nordkorea)라는 책에 자신의 방북에 대해 쓴 적이 있다. 그 당시, 이 책은 반한적이고 나라에 대해 너무 비판적이라는 비판을 받았다. 나중에는 북한에 대해 지나치게 동정적이라는 반대를 받아왔다. 베르그스트룀은 이 책이 고위직에 있는 사람에게는 부적절하다는 평을 받았음에도 불구하고 이 책을 후회한 적이 없다고 알려진다.

## 같이 보기
- 스웨덴의 대외 관계
- 조선민주주의인민공화국의 대외 관계

### 참고 문헌
- Bärtås, Magnus; Ekman, Fredrik (2014). 《Hirviöidenkin on kuoltava: Ryhmämatka Pohjois-Koreaan》 [All Monsters Must Die: An Excursion to North Korea] (핀란드어). Helsinki: Tammi. ISBN 978-951-31-7727-0.
- Lankov, Andrei (2013). 《The Real North Korea: Life and Politics in the Failed Stalinist Utopia》. Oxford: OUP USA. ISBN 978-0-19-996429-1.
- Wertz, Daniel; Oh, JJ; Kim, Insung (August 2016). 《Issue Brief: DPRK Diplomatic Relations》 (PDF). The National Committee on North Korea. 2016년 12월 28일에 원본 문서 (PDF)에서 보존된 문서. 2017년 1월 19일에 확인함.

## 추가 자료
- Andersson, Magnus; Jinsun Bae (2015). “Sweden's Engagement with the Democratic People's Republic of Korea”. 《North Korean Review》 11: 42–62. JSTOR 43908955.
- Bergström, Villy; Silberstein, Benjamin Katzeff (2010) [1972]. 《Bilder från Nordkorea》 (스웨덴어) vintage판. Stockholm: Atlas. ISBN 978-91-7389-951-2.
- Cornell, Erik (2002). 《North Korea Under Communism: Report of an Envoy to Paradise》. London: Routledge. ISBN 978-0-7007-1697-5.
- Lamm, Lovisa (2012). 《Ambassaden i Paradiset: Sveriges unika relation till Nordkorea》 (스웨덴어). Stockholm: Norstedt. ISBN 978-91-1-303510-9.
- “North Korea owes Sweden €300m for 1,000 Volvos it stole 40 years ago”. 《Newsweek》. 2014년 8월 29일.
- Roden, Lee (2017년 8월 14일). “What exactly is Sweden doing in North Korea?”. 《The Local》.